# Benefits Supervisor Sleeping
Benefits Supervisor Sleeping – obraz autorstwa Luciana Freuda namalowany w 1995 roku, przedstawiający nagą, otyłą kobietę. Jest to portret Sue Tilley, muzy tego artysty.
Obraz przedstawia Sue Tilley, kierowniczkę jednego z londyńskich urzędów pracy. Z malarzem poznała się na początku lat 90. poprzez Leigh Bowery’ego, australijskiego performera, który również pozował Freudowi. Malarz jeszcze kilkakrotnie portretował Sue ze względu na jej oryginalne kształty. Została ona także utrwalona na obrazie Kobieta z tatuażem.
W maju 2008 obraz osiągnął rekordową cenę sprzedaży pośród dzieł żyjących artystów. Został kupiony za kwotę 33,6 mln dolarów w nowojorskim domu aukcyjnym Christie’s przez Romana Abramowicza i znajdował się w jego zbiorach do 2015 roku.